# ماتیاژ زوبان
ماتیاژ زوبان (اسلوونیایی: Matjaž Zupan؛ زادهٔ ۲۷ سپتامبر ۱۹۶۸) اسکی‌باز پرش اسلوونیایی‌تبار اهل یوگسلاوی بود.
وی در مسابقات کشوری و بین‌المللی در مجموع برندهٔ ۱ مدال نقره شده‌است.